# NGC 1168
NGC 1168 est une galaxie spirale intermédiaire (barrée ?) située dans la constellation du Bélier. Elle a été découverte par l'astronome allemand Albert Marth en 1864.

## Caractéristiques
Sa vitesse par rapport au fond diffus cosmologique est de 7 523 ± 14 km/s, ce qui correspond à une distance de Hubble de 111,0 ± 7,8 Mpc (∼362 millions d'al).
La classe de luminosité de NGC 1168 est II et elle présente une large raie HI.

## Supernova
La supernova SN 2001dw a été découverte dans NGC 1168 le 25 aout 2001 par l'astronome amateur écossais Tom Boles. Cette supernova était de type Ia.